# Distretto di Dėlgėrhaan (Hėntij)
Il distretto di Dėlgėrhaan è uno dei diciassette distretti (sum) in cui è suddivisa la provincia del Hėntij, in Mongolia. Conta una popolazione di 2 040 abitanti (censimento 2010).